# Portada/article maig 27
Els historiadors d'art defineixen en general l'art grec antic com l'art produït a la regió de parla grega entre el segle x aC i el segle I dC i n'exclouen, en general, l'art de les civilitzacions minoica i micènica. L'Acròpoli d'Atenes és l'acròpoli grega més important. Una gran part dels edificis arquitectònics de què consta es van edificar durant l'època de Pèricles (499-429 aC).

## Art de l'antiga Grècia
L'art de l'antiga Grècia és l'estil elaborat pels antics artistes grecs, caracteritzat per la recerca de la «bellesa ideal», recreant el «món ideal» del model platònic, o mitjançant la «imitació de la natura» en el sentit de la mimesi aristotèlica.
Els historiadors d'art defineixen en general l'art grec antic com l'art produït a la regió de parla grega entre el segle x aC i el segle I dC i n'exclouen, en general, l'art de les civilitzacions minoica i micènica. L'Acròpoli d'Atenes és l'acròpoli grega més important. Una gran part dels edificis arquitectònics de què consta es van edificar durant l'època de Pèricles (499-429 aC).
Els pintors i els escultors grecs van adquirir la seva tècnica per l'aprenentatge. Encara que alguns es van tornar coneguts i admirats, no tenien el mateix estatut social que els poetes o els dramaturgs de la mateixa època. Només des del període hel·lenístic, després del 320 aC, va ser quan els artistes van començar a ser reconeguts com una categoria social de ple dret.